# Made Man
Made Man est un jeu vidéo de tir à la troisième personne développé par 	SilverBack Studios et édité par Mastertronic, sorti en 2006 sur Windows et PlayStation 2.
Son scénario a été écrit par David Fisher en collaboration avec l'ancien mafieux Salvatore Bonanno.

## Accueil
- Jeuxvideo.com : 6/20[1]